# Cascades Tequendama
Les cascades Tequendama (o Salt del Tequendama) són unes cascades de Colòmbia, situades al municipi de Soacha al, departament de Cundinamarca. Estan situades a aproximadament 30 km al sud-oest de Bogotà.

## Característiques i història
Segons un mite muisca, les cascades es van formar per acció divina per evacuar les aigües que inundaven la sabana de Bogotà. Alguns estudis assenyalen que això va poder haver ocorregut efectivament, i que la seva formació va poder donar-se en un curt lapse de temps.
Després de recórrer més de 100 km per l'altiplà cundiboyacensenc i la sabana de Bogotà, el riu Bogotà cau des d'aproximadament 157 metres sobre un abisme rocós de forma circular formant les cascades, que es troben en una regió boscosa de boirina permanent. Administrativament pertany al municipi de Soacha. Part de les seves aigües també són alimentades pel vessament de la Represa del Muña.
És famosa la descripció que va fer del lloc el naturalista Alexander von Humboldt, qui les va mesurar amb un baròmetre, calculant la seva altura en 185 metres.
Aproximadament fins a mitjan segle xx sota de la cascada hi havia flora i fauna. No obstant això, avui s'han perdut per la contaminació del riu.

## En l'actualitat
El 1895 es va inaugurar la central hidroelèctrica d'El Charquito, que fa servir l'aigua del riu Bogotà abans del salt. El 1928 obre les portes l'Hotel del Salto, un luxós allotjament amb un mirador cap a les cascades. El 1940 s'inicien les obres de l'embassament del Muña, que represa les aigües del riu Bogotà al municipi de Sibaté. Amb el gran i desordenat creixement de la capital, el riu i els seus afluents van ser crònicament contaminats.

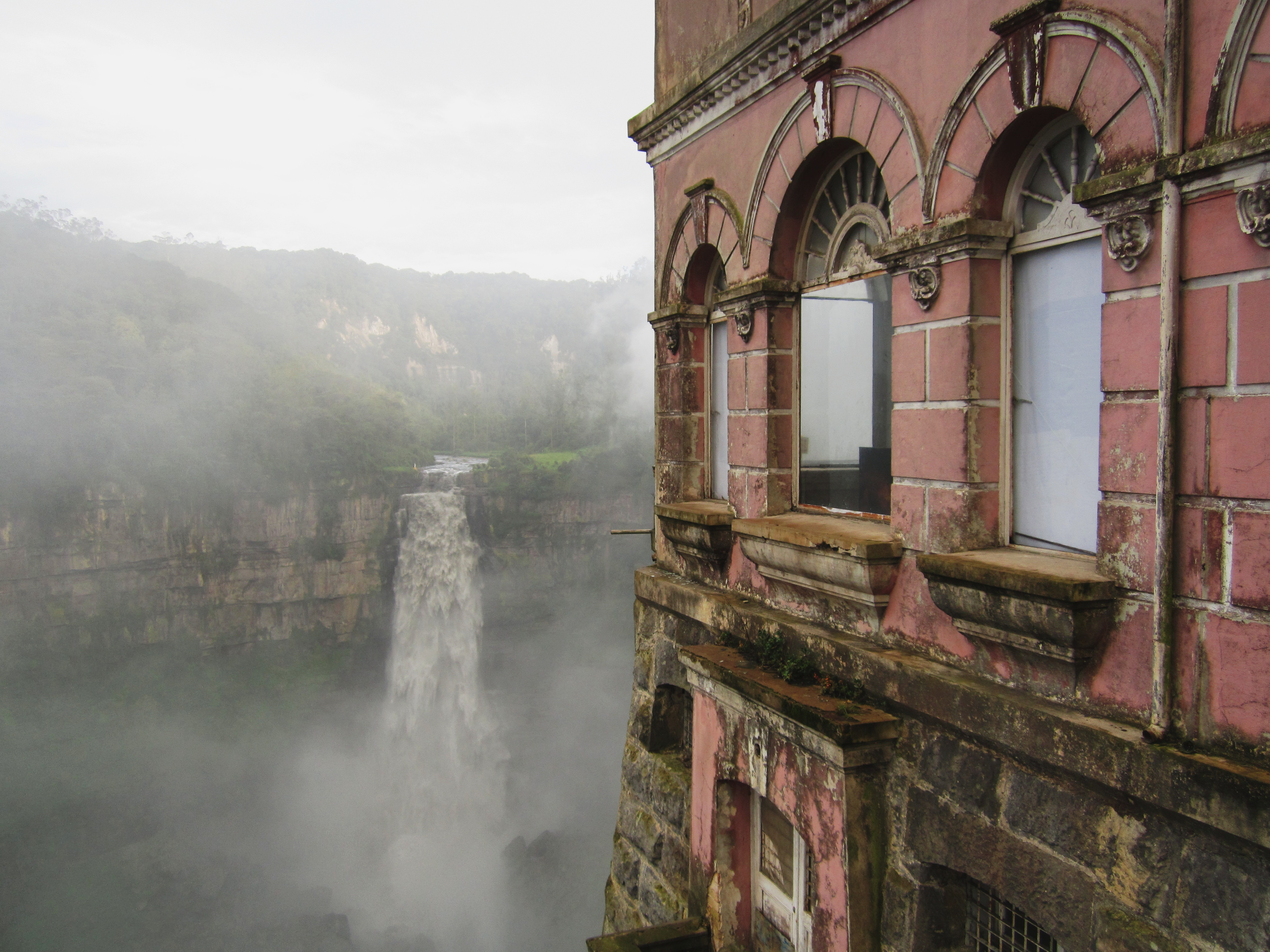
El mirador del Salt del Tequendama

El conjunt de la hidroelèctrica d'El Charquito i l'embassament del Muña van fer que el salt perdés gran part del seu cabal. La greu contaminació de les aigües va degradar l'atractiu turístic del lloc, i l'hotel va ser tancat i es troba gairebé abandonat. El 2014 es va inaugurar la Casa Museo Salto de Tequendama Biodiversidad y Cultura.
El lloc ha estat escenari de múltiples suïcidis per part d'homes i dones desesperats per problemes sentimentals o econòmics des de començaments del segle xx, tal com relaten les narracions per part d'alguns cronistes als diaris locals d'aquella època. A això se sumen les creences populars que l'antic Hotel El Salto és lloc d'aparicions fantasmals i tot tipus d'activitat paranormal, sobretot en hores de la nit i matinada. Els visitants i moltes persones relacionen això amb els suïcidis ocorreguts en la gran caiguda d'aigua.
Per arribar al Salt es pot abordar la ruta B55 Bosatama-Charquito-Salto-Alto de la Virgen des de Ciudad Verde (amb possibilitat de tornar caminant a Bogotà per la Variante de Bosa San José en rutes del SITP pel pas de La Isla) i l'Autopista Sud.